# Mads Kaggestad
Mads Petter Kaggestad (født 22. februar 1977 i Ringerike) er en tidligere norsk professionel landevejsrytter.
Kaggested cyklede fra 2003 til 2007 for Crédit Agricole. I 2002 var han medlem af amatørholdet Team Krone. I dag har han trukket sig tilbage fra cykelsporten.
I 2004 repræsenterede han Norge ved OL.